# Isnos
Isnos è un comune della Colombia facente parte del dipartimento di Huila.
Il centro abitato venne fondato da Jesús Hermógenes Rodríguez ai primi del XX secolo, mentre l'istituzione del comune è del 1958.